# Ari Hest
Ari Hest (ur. 16 czerwca 1979 w Nowym Jorku) – amerykański wokalista, multiinstrumentalista, kompozytor i autor tekstów.

## Życiorys i twórczość
Rodzice Ariego Hesta byli muzykami. On sam zainteresował się muzyką, kiedy miał 5 lub 6 lat. Początkowo lubił tylko śpiewać, z czasem zaczął kupować płyty i słuchać zawartej na nich muzyki. Zaczął też grać na gitarze i zdobywać wiedzę na temat swoich zainteresowań muzycznych. Pierwsze piosenki zaczął pisać w wieku około 17 lat. Kiedy studiował na Cornell University, skontaktował się z nim pewien agent z branży muzycznej, który wcześniej dowiedział się o kilku jego występach. Później Ari Hest przeniósł się do Nowym Jorku, gdzie kontynuował studia na New York University. Kontynuował również działalność koncertową, wykonując mieszankę coverów i własnych kompozycji. Zyskał rozgłos, dzięki któremu udało mu się wydać we własnym zakresie dwa albumy: Coming Home (2001) i Story After Story (2002). W 2003 roku podpisał kontrakt z Columbia Records wydając rok później pod jej szyldem swój kolejny album, Someone to Tell. Zamieścił na nim zarówno swoje nowe jak i opracowane na nowo wcześniejsze kompozycje. Producentem albumu był David Rolfe. Od strony muzycznej album był zbliżony do stylu takich artystów jak Josh Kelley czy John Mayer. W utworach, które znalazły się na wydanej w 2006 roku EP-ce The Green-Room Sessions, sam nagrał partie wszystkich instrumentów używając do miksowania popularnego, komputerowego programu muzycznego GarageBand. Późniejsze albumy wydawał pod szyldem różnych wytwórni, po czym zdecydował się na wydawanie ich w ramach własnej, niezależnej wytwórni, Project 4. Wyjaśniając zalety tego typu rozwiązania stwierdził, iż we własnej wytwórni artysta zachowuje całkowitą, kreatywną kontrolę nad realizowanym projektem; nie ma ryzyka, że coś może być z niego usunięte, jak to bywa w przypadku wielkich wytwórni, zapewniających środki finansowe na realizację nagrań oraz na ich promocję. Nawiązał współpracę z innymi artystami: w 2013 roku z Chrissi Poland i w 2016 roku z Judy Collins, nagrywając z nią album Silver Skies Blue, nominowany do nagrody Grammy.